# Amilasi
Le amilasi sono enzimi che catalizzano l'idrolisi di legami oligosaccaridici e polisaccaridici per ottenere zuccheri più semplici e più facilmente digeribili.
Esistono diverse amilasi:
- α-amilasi
- β-amilasi
- glucan 1,4-alfa-glucosidasi (o gamma-amilasi);
- glucano 1,4-alfa-maltoidrolasi (o amilasi maltogenica).